# Expeditie Robinson 2014
Expeditie Robinson 2014 fue un reality show de supervivencia extrema, esta es la 15.ta temporada del reality show neerlandés Expeditie Robinson, transmitido por RTL5. Fue conducido por Dennis Weening y Nicolette Kluijver, se estrenó el 11 de septiembre de 2014 y finalizó el 18 de diciembre de 2014. Esta temporada fue grabado en Filipinas, específicamente en el estado de Bicolandia y contó con 18 participantes. El neerlandés Kay Nambiar es quien ganó esta temporada.
Esta décimo-quinta temporada contó con 18 participantes divididos en 3 tribus; la primera es la tribu Kamp Rood representada por el color rojo,  la segunda es Kamp Geel representada por el color amarillo y la segunda es Kamp Blauw representada por el color celeste. Esta temporada duró 33 días.

## Innovaciones
- En esta temporada existieron 3 tribus, y para determinar donde vivirán cada semana las tribu se crearon 3 mundos terrenales; El primero es el Edén aquí están todas las comodidades que pueden tener los participantes y además se convierten en inmunes, puede vivir aquí solo el equipo que obtenga el primer lugar. El segundo mundo terrenal es la Tierra aquí los participantes tendrán recursos limitados, algunas comodidades y solo podrán vivir aquí el equipo que obtenga el segundo lugar. El tercero y último es el Infierno aquí los participantes no tendrán comodidades, estarán escasos de recursos y el equipo perdedor vivirá aquí.

## Equipo del Programa
- Presentadores: 
  - Dennis Weening, lidera las competencias por equipos.
  - Nicolette Kluijver, lidera los consejos de eliminación.

## Participantes
| Participante                         | Edad | Tribu Original | Tribu Mezclada                            | Tribu Definitiva                          | Resultado Final                            | Estadía |
| ------------------------------------ | ---- | -------------- | ----------------------------------------- | ----------------------------------------- | ------------------------------------------ | ------- |
| Kay Nambiar Modelo.                  | 31   | Kamp Geel      | Kamp Geel                                 | Robinson                                  | Ganador de Expeditie Robinson 2014         | 33 días |
| Krystl Pullens Cantante.             | 31   | Kamp Blauw     | Kamp Rood                                 | Robinson                                  | 2.° lugar de Expeditie Robinson 2014       | 33 días |
| Ferry Doedens Actor.                 | 24   | Kamp Geel      | Kamp Geel                                 | Robinson                                  | 16.to Eliminado de Expeditie Robinson 2014 | 33 días |
| Freddy Tratlehner Rapero.            | 31   | Kamp Blauw     | Kamp Rood                                 | Robinson                                  | 15.to Eliminado de Expeditie Robinson 2014 | 32 días |
| Lobke Berkhout Competidora olímpica. | 33   | Kamp Geel      | Kamp Geel                                 | Robinson                                  | 14.ta Eliminada de Expeditie Robinson 2014 | 31 días |
| Rick Brandsteder Informático.        | 30   | Kamp Geel      | Kamp Geel                                 | Robinson                                  | 13.er Eliminado de Expeditie Robinson 2014 | 29 días |
| Mr. Polska Rapero.                   | 24   | Kamp Rood      | Kamp Rood                                 | Robinson                                  | 12.do Eliminado de Expeditie Robinson 2014 | 27 días |
| Sabrina Starke Cantante.             | 34   | Kamp Geel      | Kamp Geel                                 | Robinson                                  | Abandona Por motivos personales            | 25 días |
| Manuel Broekman Actor.               | 27   | Kamp Blauw     | Kamp Rood                                 | Robinson                                  | 10.mo Eliminado de Expeditie Robinson 2014 | 22 días |
| Remy Bonjasky Boxeador.              | 38   | Kamp Rood      | Kamp Rood                                 | Robinson                                  | 9.no Eliminado de Expeditie Robinson 2014  | 19 días |
| Anouk Maas Actriz.                   | 28   | Kamp Rood      | Kamp Rood                                 |                                           | 8.va Eliminada de Expeditie Robinson 2014  | 17 días |
| Loek Peters Actor.                   | 40   | Kamp Blauw     | Kamp Rood                                 | Abandona Por motivos personales           | 17 días                                    |         |
| Nadia Poeschmann Presentadora.       | 33   | Kamp Rood      | Kamp Geel                                 | 6.ta Eliminada de Expeditie Robinson 2014 | 12 días                                    |         |
| Leo Alkemade Actor.                  | 33   | Kamp Rood      | Kamp Geel                                 | 5.to Eliminado de Expeditie Robinson 2014 | 10 días                                    |         |
| Lone van Roosendaal Actriz.          | 45   | Kamp Rood      |                                           | 4.ta Eliminada de Expeditie Robinson 2014 | 7 días                                     |         |
| Juliette van Ardenne Actriz.         | 30   | Kamp Blauw     | 3.ra Eliminada de Expeditie Robinson 2014 | 4 días                                    |                                            |         |
| Ancilla Tilia Modelo.                | 29   | Kamp Blauw     | 3.ra Eliminada de Expeditie Robinson 2014 | 2 días                                    |                                            |         |
| Coosje Smid Cantante.                | 24   | Kamp Geel      | Abandona Por motivos personales           | 2 días                                    |                                            |         |

## Desarrollo

### Competencias
| Episodio | Emisión                  | Edén                             | Tierra               | Infierno   | Eliminado | Salida |
| -------- | ------------------------ | -------------------------------- | -------------------- | ---------- | --------- | ------ |
| 1        | 11 de septiembre de 2014 | Kamp Rood                        | Kamp Geel            | Kamp Blauw | Ancilla   | Día 2  |
| 2        | 18 de septiembre de 2014 | Kamp Geel                        | Kamp Rood            | Kamp Blauw | Juliette  | Día 4  |
| 3        | 25 de septiembre de 2014 | Kamp Geel                        | Kamp Blauw           | Kamp Rood  | Lone      | Día 7  |
| Episodio | Emisión                  | Edén                             | Infierno             | Eliminado  | Salida    |        |
| 4        | 2 de octubre de 2014     | Kamp Rood                        | Kamp Geel            | Leo        | Día 10    |        |
| 5        | 9 de octubre de 2014     | Kamp Rood                        | Kamp Geel            | Nadia      | Día 12    |        |
| 6        | 16 de octubre de 2014    | Kamp Rood                        | Kamp Geel            | Sabrina    | Día 16    |        |
| 7        | 23 de octubre de 2014    | Manuel                           |                      | Anouk      | Día 17    |        |
| 8        | 30 de octubre de 2014    | Manuel / Rick / Freddy / Kay     | Remy / Manuel / Rick | Remy       | Día 19    |        |
| 9        | 6 de noviembre de 2014   | Freddy / Ferry / Lobke / Sabrina | Freddy               | Manuel     | Día 22    |        |
| 10       | 13 de noviembre de 2014  | Ferry / Krystl / Mr. Polska      | Rick                 | Sabrina    | Día 25    |        |
| 11       | 20 de noviembre de 2014  | Kay                              | Rick                 | Mr. Polska | Día 27    |        |
| 12       | 27 de noviembre de 2014  | Lobke / Krystl / Freddy          | Freddy               | Rick       | Día 29    |        |
| 13       | 4 de diciembre de 2014   | Ferry / Krystl / Freddy          | Kay                  | Lobke      | Día 31    |        |
| 14       | 11 de diciembre de 2014  |                                  |                      | Freddy     | Día 32    |        |
| Episodio | Emisión                  | Consejo Final                    | Ganador              | Salida     |           |        |
| 15       | 18 de diciembre de 2014  | Ferry / Krysti / Kay             | Kay                  | Día 33     |           |        |

## Estadísticas Semanales
| Participante | Episodio  | Episodio  | Episodio  | Episodio  | Episodio  | Episodio  | Episodio  | Episodio     | Episodio     | Episodio     | Episodio     | Episodio     | Episodio     | Episodio     | Episodio     |
| Participante | Equipos   | Equipos   | Equipos   | Equipos   | Equipos   | Equipos   | Equipos   | Individuales | Individuales | Individuales | Individuales | Individuales | Individuales | Individuales | Individuales |
| Participante | 1         | 2         | 3         | 4         | 5         | 6         | 7         | 8            | 9            | 10           | 11           | 12           | 13           | 14           | 15           |
| ------------ | --------- | --------- | --------- | --------- | --------- | --------- | --------- | ------------ | ------------ | ------------ | ------------ | ------------ | ------------ | ------------ | ------------ |
| Kay          | Salvado   | Gana      | Gana      | Salvado   | Salvado   | Salvado   | Salvado   | Inmune       | Salvado      | Salvado      | Inmune       | Salvado      | Salvado      | Salvado      | Ganador      |
| Krystl       | Salvada   | Salvada   | Salvada   | Gana      | Gana      | Gana      | Gana      | Salvada      | Salvada      | Inmune       | Salvada      | Inmune       | Inmune       | Salvada      | 2.º Lugar    |
| Ferry        | Salvado   | Gana      | Gana      | Salvado   | Salvado   | Salvado   | Salvado   | Salvado      | Inmune       | Inmune       | Salvado      | Salvado      | Inmune       | Salvado      | Eliminado    |
| Freddy       | Salvado   | Salvado   | Salvado   | Gana      | Gana      | Gana      | Gana      | Inmune       | Inmune       | Salvado      | Salvado      | Inmune       | Inmune       | Eliminado    |              |
| Lobke        | Salvada   | Gana      | Gana      | Salvada   | Salvada   | Salvada   | Salvada   | Salvada      | Inmune       | Salvada      | Salvada      | Inmune       | Eliminada    |              |              |
| Rick         | Salvado   | Gana      | Gana      | Salvado   | Salvado   | Salvado   | Salvado   | Inmune       | Salvado      | Salvado      | Salvado      | Eliminado    |              |              |              |
| Mr. Polska   | Gana      | Salvado   | Salvado   | Gana      | Gana      | Gana      | Gana      | Salvado      | Salvado      | Inmune       | Eliminado    |              |              |              |              |
| Sabrina      | Salvada   | Gana      | Gana      | Salvada   | Salvada   | Eliminada | Reingresa | Salvada      | Inmune       | Abandona     |              |              |              |              |              |
| Manuel       | Salvado   | Salvado   | Salvado   | Gana      | Gana      | Gana      | Gana      | Inmune       | Eliminado    |              |              |              |              |              |              |
| Remy         | Gana      | Salvado   | Salvado   | Gana      | Gana      | Gana      | Gana      | Eliminado    |              |              |              |              |              |              |              |
| Anouk        | Gana      | Salvada   | Salvada   | Gana      | Gana      | Gana      | Eliminada |              |              |              |              |              |              |              |              |
| Loek         | Salvado   | Salvado   | Salvado   | Gana      | Gana      | Gana      | Abandona  |              |              |              |              |              |              |              |              |
| Nadia        | Gana      | Salvada   | Salvada   | Salvada   | Eliminada |           |           |              |              |              |              |              |              |              |              |
| Leo          | Gana      | Salvado   | Salvado   | Eliminado |           |           |           |              |              |              |              |              |              |              |              |
| Lone         | Gana      | Salvada   | Eliminada |           |           |           |           |              |              |              |              |              |              |              |              |
| Juliette     | Salvada   | Eliminada |           |           |           |           |           |              |              |              |              |              |              |              |              |
| Ancilla      | Eliminada |           |           |           |           |           |           |              |              |              |              |              |              |              |              |
| Coosje       | Abandona  |           |           |           |           |           |           |              |              |              |              |              |              |              |              |

Competencia en equipos (Días 1-17)
     El participante gana junto a su equipo y continua en competencia.
     El participante pierde junto a su equipo pero no es eliminado.
     El participante pierde junto a su equipo y posteriormente es eliminado.
     El participante es eliminado, pero vuelve a ingresar.
     El participante abandona la competencia.
Competencia individual (Días 19-33)
     Ganador de Expeditie Robinson 2014.
     2°.Lugar de Expeditie Robinson 2014.
     El participante gana la competencia y queda inmune.
     El participante pierde la competencia, pero no es eliminado.
     El participante es eliminado de la competencia.

## Audiencias
| Episodio | Fecha de emisión           | Espectadores | Lugar en la audiencia |
| -------- | -------------------------- | ------------ | --------------------- |
| 1        | «11 de septiembre de 2014» | 1.437.000    | Cuarto                |
| 2        | «18 de septiembre 2014»    | 1.068.000    | Sexto                 |
| 3        | «25 de septiembre 2014»    | 1.113.000    | Séptimo               |
| 4        | «2 de octubre 2014»        | 1.066.000    | Séptimo               |
| 5        | «9 de octubre 2014»        | 1.411.000    | Quinto                |
| 6        | «16 de octubre 2014»       | 1.111.000    | Octavo                |
| 7        | «23 de octubre 2014»       | 1.121.000    | Quinto                |
| 8        | «30 de octubre 2014»       | 1.135.000    | Séptimo               |
| 9        | «6 de noviembre de 2014»   | 1.210.000    | Octavo                |
| 10       | «13 de noviembre 2014»     | 962.000      | Décimo                |
| 11       | «20 de noviembre 2014»     | 1.085.000    | Quinto                |
| 12       | «27 de noviembre 2014»     | 1.101.000    | Quinto                |
| 13       | «4 de diciembre 2014»      | 1.257.000    | Sexto                 |
| 14       | «11 de diciembre 2014»     | 1.088.000    | Cuarto                |
| 15       | «18 de diciembre de 2014»  | 1.163.000    | Tercero               |